# Tristan (Henze)
Tristan är ett orkesterverk i sex satser med musik av den tyske kompositören Hans Werner Henze.

## Historia
Verket är tonsatt för piano, magnetband och stor orkester. Forment är innovativ för en instrumental konsert: solostycken för piano ("preludier") växlar med orkesterpassager, som spelas delvis utan, delvis med deltagande av piano.
Den har formen av en hyllning till Richard Wagners opera Tristan och Isolde, där pianot utgör förspel till en rad vitt skilda material, både live och på band, inklusive direkta citat från Brahms första symfoni och Chopins begravningsmarsch, en fågelsångsliknande behandling på band av en inspelning av en solist som sjunger Isoldes stämma och ett barn som läser utdrag ur Hilaire Bellocs engelska översättning av Joseph Bédiers berättelse om Isoldes död, samt en inspelning av ett mänskligt hjärtslag.
Henze var både attraherad av och avvisande av aspekter av 1800-talets kultur, och så representerar Wagner, Chopin och Brahms passager av musikalisk romantik, som kan beskrivas i termer av framsteg, virtuositet och historicism.
Magnetbandet har sitt eget system i partituret, vilket indikerar det faktiska ljudet med hjälp av grafiska linjer. Tolvtonsuppsättningen c#-d-a-d#-e-h-f-a#-f#-g#-c-g kan spåras tillbaka till tretonskonstellationen dur-ters och moll-sekund, som också bestämmer de tre första tonerna i Richard Wagners "Tristan och Isolde" (a-f-e).
På uppdrag av London Symphony Orchestra uruppfördes verket 20 oktober 1974 under ledning av Colin Davis på Royal Festival Hall i London. Pianosolist var Homero Francesch, som senare spelade in den med kompositören som dirigent.
De sex satserna är:
- Prologue
- Lament
- Prelude and Variations
- Tristan's Folly
- Adagio
- Epilogue